# Svetovno prvenstvo športnih dirkalnikov sezona 1987
Svetovno prvenstvo športnih dirkalnikov sezona 1987 je bila petintrideseta sezona Svetovnega prvenstva športnih dirkalnikov, ki je potekalo med 22. marcem in 27. septembrom 1987. Naslov moštvenega prvaka sta osvojila Silk Cut Jaguar (C1) in Spice Engineering (C2), dirkaškega pa Raul Boesel (C1) ter Gordon Spice in Fermin Velez (C2).

## Spored dirk
| Št | Ime                   | Dirkališče                     | Datum               |
| -- | --------------------- | ------------------------------ | ------------------- |
| 1  | 360 km Jarame         | Circuito Permanente Del Jarama | 22. marec           |
| 2  | 1000 km Jereza        | Circuito Permanente de Jerez   | 29. marec           |
| 3  | 1000 km Monze         | Autodromo Nazionale Monza      | 12. april           |
| 4  | 1000 km Silverstona   | Silverstone Circuit            | 10. maj             |
| 5  | 24 ur Le Mansa        | Circuit de la Sarthe           | 13. junij 14. junij |
| 6  | 200 milj Norisringa   | Norisring                      | 28. junij           |
| 7  | 1000 km Brands Hatcha | Brands Hatch                   | 26. julij           |
| 8  | 1000 km Nürburgringa  | Nürburgring                    | 30. avgust          |
| 9  | 1000 km Spaja         | Circuit de Spa-Francorchamps   | 13. september       |
| 10 | 1000 km Fujija        | Fuji Speedway                  | 27. september       |

## Rezultati

### Po dirkah
| Št | Dirkališče        | Zmag. moštvo C1                            | Zmag. moštvo C2                               | Poročilo |
| Št | Dirkališče        | Zmag. dirkača(-i) C1                       | Zmag. dirkača(-i) C2                          | Poročilo |
| -- | ----------------- | ------------------------------------------ | --------------------------------------------- | -------- |
| 1  | Jarama            | Silk Cut Jaguar                            | Spice Engineering                             | Poročilo |
| 1  | Jarama            | Jan Lammers John Watson                    | Gordon Spice Fermin Velez                     | Poročilo |
| 2  | Jerez             | Silk Cut Jaguar                            | Spice Engineering                             | Poročilo |
| 2  | Jerez             | Eddie Cheever Raul Boesel                  | Gordon Spice Fermin Velez                     | Poročilo |
| 3  | Monza             | Silk Cut Jaguar                            | Spice Engineering                             | Poročilo |
| 3  | Monza             | Jan Lammers John Watson                    | Gordon Spice Fermin Velez                     | Poročilo |
| 4  | Silverstone       | Silk Cut Jaguar                            | Ecurie Ecosse                                 | Poročilo |
| 4  | Silverstone       | Eddie Cheever Raul Boesel                  | Ray Mallock David Leslie                      | Poročilo |
| 5  | La Sarthe         | Rothmans Porsche AG                        | Spice Engineering                             | Poročilo |
| 5  | La Sarthe         | Hans Joachim Stuck Derek Bell Al Holbert   | Gordon Spice Fermin Velez Philippe de Henning | Poročilo |
| 6  | Norisring         | Richard Lloyd Racing                       | Spice Engineering                             | Poročilo |
| 6  | Norisring         | Mauro Baldi Jonathan Palmer                | Gordon Spice Fermin Velez                     | Poročilo |
| 7  | Brands Hatch      | Silk Cut Jaguar                            | Ecurie Ecosse                                 | Poročilo |
| 7  | Brands Hatch      | Raul Boesel John Nielsen                   | Ray Mallock David Leslie                      | Poročilo |
| 8  | Nürburgring       | Silk Cut Jaguar                            | Cosmic GP Motorsports                         | Poročilo |
| 8  | Nürburgring       | Eddie Cheever Raul Boesel                  | Costas Los Dudley Wood                        | Poročilo |
| 9  | Spa-Francorchamps | Silk Cut Jaguar                            | Spice Engineering                             | Poročilo |
| 9  | Spa-Francorchamps | Raul Boesel Martin Brundle Johnny Dumfries | Gordon Spice Fermin Velez                     | Poročilo |
| 10 | Fuji              | Silk Cut Jaguar                            | Spice Engineering                             | Poročilo |
| 10 | Fuji              | Jan Lammers John Watson                    | Gordon Spice Fermin Velez                     | Poročilo |

### Moštveno prvenstvo
Točkovanje po sistemu 20-15-12-10-8-6-4-3-2-1, točke dobi le najbolje uvrščeni dirkalnik posameznega moštva.

#### Razred C1
| Poz | Moštvo                         | Šasija                        | Motor                                               | 1. | 2. | 3. | 4. | 5. | 6. | 7. | 8. | 9. | 10. | Skupaj |
| --- | ------------------------------ | ----------------------------- | --------------------------------------------------- | -- | -- | -- | -- | -- | -- | -- | -- | -- | --- | ------ |
| 1   | Silk Cut Jaguar                | Jaguar XJR-8                  | Jaguar 7.0L V12                                     | 20 | 20 | 20 | 20 | 8  | 10 | 20 | 20 | 20 | 20  | 178    |
| 2   | Brun Motorsport                | Porsche 962C                  | Porsche 2.8L Turbo Flat-6                           | 8  | 6  | 12 | 8  |    | 15 | 8  | 12 | 12 | 10  | 91     |
| 3   | Rothmans Porsche AG            | Porsche 962C                  | Porsche 3.0L Turbo Flat-6                           | 15 | 12 | 15 | 12 | 20 |    |    |    |    |     | 74     |
| 4   | Joest Racing                   | Porsche 962C                  | Porsche 2.8L Turbo Flat-6                           |    |    | 10 |    |    | 12 | 10 | 15 | 8  | 8   | 61     |
| 5   | Richard Lloyd Racing           | Porsche 962C Porsche 962C GTi | Porsche 2.8L Turbo Flat-6                           | 3  |    |    |    |    | 20 | 15 | 8  |    | 12  | 58     |
| 6   | Kremer Porsche Racing          | Porsche 962C                  | Porsche 2.8L Turbo Flat-6                           | 10 | 15 |    |    | 10 |    | 6  |    |    |     | 41     |
| 7   | Spice Engineering              | Spice SE86C Spice SE87C       | Ford Cosworth DFL 3.3L V8                           | 2  | 10 | 4  | 4  | 6  | 6  | 3  |    | 1  | 3   | 39     |
| 8   | Primagaz Competition           | Cougar C20B Porsche 962C      | Porsche 2.6L Turbo Flat-6 Porsche 2.8L Turbo Flat-6 |    |    | 2  |    | 15 | 8  |    | 4  | 2  |     | 31     |
| 9   | Swiftair Ecurie Ecosse         | Ecosse C286                   | Ford Cosworth DFL 3.3L V8                           |    | 8  | 3  | 6  | 3  | 4  | 4  |    |    |     | 28     |
| 10  | Mazdaspeed                     | Mazda 757                     | Mazda 13G 2.0L 3-Rotor                              |    |    |    |    | 4  |    |    |    |    | 4   | 8      |
| 11  | Rothmans Porsche Team Schuppan | Porsche 962C                  | Porsche 2.8L Turbo Flat-6                           |    |    |    |    |    |    |    |    |    | 6   | 6      |
| 12  | Kouros Sauber Mercedes         | Sauber C9                     | Mercedes M117 5.0L Turbo V8                         |    |    |    |    |    |    |    |    | 4  |     | 4      |
| 13  | Cosmik GP Motorsport           | Tiga GC286 Tiga GC287         | Ford Cosworth DFL 3.3L V8                           |    |    |    |    | 2  |    |    | 2  |    |     | 4      |
| 14  | Kelmar Racing Tiga             | Tiga GC85                     | Ford Cosworth DFL 3.3L V8                           |    |    |    | 1  |    | 2  |    | 1  |    |     | 4      |
| 15  | Victor Dauer Racing            | Porsche 962C                  | Porsche 2.8L Turbo Flat-6                           |    |    |    |    |    |    |    | 3  |    |     | 3      |
| 16= | From-A Porsche                 | Porsche 962C                  | Porsche 2.8L Turbo Flat-6                           |    |    |    |    |    |    |    |    |    | 2   | 2      |
| 16= | Richard Cleare Racing          | March 85G                     | Porsche 2.8L Turbo Flat-6                           |    |    |    | 2  |    |    |    |    |    |     | 2      |
| 18= | Team Tiga Ford Denmark         | Tiga GC287                    | Ford Cosworth DBT-E 2.3L Turbo I4                   |    |    |    |    | 1  |    |    |    |    |     | 1      |
| 18= | URD Junior Team                | URD C81                       | BMW 3.5L I6                                         |    |    | 1  |    |    |    |    |    |    |     | 1      |
| 18= | Nisseki Trust Racing Team      | Porsche 962C                  | Porsche 2.8L Turbo Flat-6                           |    |    |    |    |    |    |    |    |    | 1   | 1      |

#### Razred C2
| Poz | Moštvo                      | Šasija                  | Motor                                             | 1. | 2. | 3. | 4. | 5. | 6. | 7. | 8. | 9. | 10. | Skupaj |
| --- | --------------------------- | ----------------------- | ------------------------------------------------- | -- | -- | -- | -- | -- | -- | -- | -- | -- | --- | ------ |
| 1   | Spice Engineering           | Spice SE86C Spice SE87C | Ford Cosworth DFL 3.3L V8                         | 20 | 20 | 20 | 15 | 20 | 20 | 15 |    | 20 | 20  | 170    |
| 2   | Swiftair Ecurie Ecosse      | Ecosse C286             | Ford Cosworth DFL 3.3L V8                         | 15 | 15 | 15 | 20 | 15 | 15 | 20 | 12 | 15 | 15  | 157    |
| 3   | Kelmar Racing Tiga          | Tiga GC85               | Ford Cosworth DFL 3.3L V8                         |    |    |    | 10 |    | 10 | 8  | 15 | 6  |     | 49     |
| 4   | Team Tiga Ford Denmark      | Tiga GC287              | Ford Cosworth DBT-E 2.3L Turbo I4                 | 12 |    |    |    | 10 | 8  | 4  |    |    | 8   | 46     |
| 5   | Lucky Strike Team Schanche  | Argo JM19B              | Zakspeed 1.9L Turbo I4                            |    |    | 10 |    |    | 6  | 10 |    | 10 |     | 36     |
| 6   | URD Junior Team             | URD C83                 | BMW 3.5L I6                                       | 8  |    | 12 | 4  |    |    |    | 10 |    |     | 34     |
| 7   | Chamberlain Engineering     | Spice SE86C             | Hart 418T 1.8L Turbo I4 Ford Cosworth DFL 3.3L V8 |    |    |    |    | 3  |    | 6  | 6  | 8  | 10  | 33     |
| 8   | Cosmik GP Motorsport        | Tiga GC286 Tiga GC287   | Ford Cosworth DFL 3.3L V8                         |    |    |    |    | 12 |    |    | 20 |    |     | 32     |
| 9   | Roy Baker Racing            | Tiga GC286              | Ford Cosworth DFL 3.3L V8                         |    | 12 |    |    |    |    |    | 8  |    |     | 20     |
| 10  | Automobiles Louis Descartes | ALD 02 ALD 03           | BMW 3.5L I6                                       |    |    |    | 3  | 8  |    |    |    | 3  |     | 14     |
| 11  | ADA Engineering             | Gebhardt JC843 ADA 02   | Ford Cosworth DFL 3.3L V8                         | 10 |    |    |    |    |    |    |    |    |     | 10     |
| 12  | Charles Ivey Racing         | Tiga GC287              | Porsche 2.6L Turbo Flat-6                         |    |    |    | 8  |    |    |    |    |    |     | 8      |
| 13  | Dune Motorsport             | Tiga GC287              | Rover V64V 3.0L V6                                |    |    |    | 6  |    |    |    |    |    |     | 6      |
| 14  | Ark Racing Ceekar           | Ceekar 83J              | Ford Cosworth DFV 3.0L V8                         |    |    |    |    |    |    |    |    | 4  |     | 4      |
| 15  | CEE Sports Racing           | Tiga GC286              | Ford Cosworth BDT 1.7L Turbo I4                   |    |    |    |    |    |    | 2  |    |    |     | 2      |

### Dirkaško prvenstvo

#### Razred C1
| Poz | Dirkač             | Moštvo                 | 1   | 2  | 3  | 4  | 5   | 6    | 7  | 8  | 9   | 10  | Skupaj |
| --- | ------------------ | ---------------------- | --- | -- | -- | -- | --- | ---- | -- | -- | --- | --- | ------ |
| 1   | Raul Boesel        | Silk Cut Jaguar        | 12  | 20 |    | 20 | (8) | (10) | 20 | 20 | 20  | 15  | 127    |
| 2=  | John Watson        | Silk Cut Jaguar        | 20  |    | 20 | 15 |     |      | 12 |    | 15  | 20  | 102    |
| 2=  | Jan Lammers        | Silk Cut Jaguar        | 20  |    | 20 | 15 |     |      | 12 |    | 15  | 20  | 102    |
| 4   | Eddie Cheever      | Silk Cut Jaguar        | 12  | 20 |    | 20 | 8   | 10   |    | 20 | 10  |     | 100    |
| 5=  | Derek Bell         | Rothmans Porsche       | 15  | 12 | 15 | 12 | 20  |      | 10 | 15 | (8) | (6) | 99     |
| 5=  | Hans-Joachim Stuck | Rothmans Porsche       | 15  | 12 | 15 | 12 | 20  |      | 10 | 15 | (8) |     | 99     |
| 7   | Oscar Larrauri     | Brun Motorsport        | 8   | 4  |    |    |     | 15   | 8  | 12 | 12  | 10  | 69     |
| 8=  | Mauro Baldi        | Britten - Lloyd Racing | 3   |    |    |    |     | 20   | 15 | 8  |     | 12  | 58     |
| 8=  | Jochen Mass        | Rothmans Porsche       |     |    | 6  | 10 |     | (15) | 8  | 12 | 12  | 10  | 58     |
| 10= | Gordon Spice       | Spice Engineering      | (4) | 12 | 6  | 6  | 8   | 8    | 5  |    | (3) | 5   | 50     |
| 10= | Fermin Velez       | Spice Engineering      | (4) | 12 | 6  | 6  | 8   | 8    | 5  |    | (3) | 5   | 50     |

#### Razred C2
| Poz | Dirkač            | Moštvo                     | 1  | 2  | 3  | 4    | 5  | 6  | 7    | 8  | 9    | 10   | Skupaj |
| --- | ----------------- | -------------------------- | -- | -- | -- | ---- | -- | -- | ---- | -- | ---- | ---- | ------ |
| 1=  | Gordon Spice      | Spice Engineering          | 20 | 20 | 20 | (15) | 20 | 20 | (15) |    | 20   | 20   | 140    |
| 1=  | Fermin Velez      | Spice Engineering          | 20 | 20 | 20 | (15) | 20 | 20 | (15) |    | 20   | 20   | 140    |
| 3=  | Ray Mallock       | Ecurie Ecosse              | 15 | 15 | 15 | 20   | 15 | 15 | 20   |    | (12) | (15) | 115    |
| 3=  | David Leslie      | Ecurie Ecosse              | 15 | 15 | 15 | 20   | 15 | 15 | 20   |    | (12) | (15) | 115    |
| 5   | Mike Wilds        | ADA Engineering            | 10 |    |    | 12   |    |    | 12   | 12 | 15   | 12   | 73     |
| 6   | Marc Duez         | Ecurie Ecosse              |    |    |    |      | 15 |    | 12   |    | 15   | 12   | 54     |
| 7   | Thorkild Thyrring | Team Tiga Ford Denmark     | 12 |    |    |      | 10 | 8  | 4    |    |      | 8    | 46     |
| 8   | Costas Los        | Cosmik/Roy Baker Racing    |    | 12 |    |      | 12 |    |      | 20 |      |      | 44     |
| 9   | Ranieri Randaccio | Kelmar Racing Tiga         |    |    |    | 10   |    | 10 | 8    | 15 |      |      | 43     |
| 10= | Will Hoy          | Team Lucky Strike Schanche |    |    | 10 |      |    | 6  | 10   |    | 10   |      | 36     |
| 10= | Martin Schanche   | Team Lucky Strike Schanche |    |    | 10 |      |    | 6  | 10   |    | 10   |      | 36     |